# Thelymitra albiflora
Thelymitra albiflora är en orkidéart som beskrevs av Jeffrey A. Jeanes. Thelymitra albiflora ingår i släktet Thelymitra och familjen orkidéer.
Artens utbredningsområde är Sydaustralien. Inga underarter finns listade i Catalogue of Life.